# Johannes Eggestein
Johannes Eggestein (Hannover, 8 mei 1998) is een Duits voetballer die doorgaans speelt als spits. In juli 2025 verruilde hij FC St. Pauli voor Austria Wien. Zijn broer Maximilian is ook voetballer.

## Clubcarrière
Eggestein werd geboren in Hannover en groeide op in Garbsen bij Hannover met zijn oudere broer Maximilian. Eggestein speelde in de jeugd van TSV Schloß Ricklingen en TSV Havelse en werd in 2013 opgenomen in de jeugdopleiding van Werder Bremen. Bij die club maakte hij ook zijn professionele debuut, tijdens een met 2–1 verloren wedstrijd in het toernooi om de DFB-Pokal uit bij Sportfreunde Lotte. Zijn debuut in de Bundesliga volgde op 26 augustus 2017, toen met 0–2 verloren werd van Bayern München door twee treffers van Robert Lewandowski. Eggestein begon op de reservebank, maar van coach Alexander Nouri mocht hij zes minuten voor tijd invallen voor Fin Bartels. In zijn eerste seizoen kwam de aanvaller tot zeven competitiewedstrijden, telkens als invaller.
De aanvaller kwam op 5 oktober 2018 voor het eerst tot scoren, tegen VfL Wolfsburg. Hij mocht van coach Florian Kohfeldt zeven minuten voor tijd invallen voor Yuya Osako toen Werder Bremen op voorsprong stond door een doelpunt van Davy Klaassen. Drie minuten later verdubbelde Eggestein de voorsprong op aangeven van Claudio Pizarro. In april 2019 verlengde de clubleiding van Werder Bremen het aflopende contract van de aanvaller voor onbekende tijd. In oktober 2020 werd Eggestein voor een seizoen verhuurd aan LASK. Nadat hij voor LASK twaalf competitietreffers had gemaakt, keerde hij terug bij Werder. Die club was in zijn afwezigheid gedegradeerd naar de 2. Bundesliga.
Op 5 augustus 2021 trad Eggestein in dienst bij Royal Antwerp, waar hij een contract tot 2024 ondertekende. De Belgische club betaalde circa één miljoen euro voor hem. Na een jaar keerde Eggestein weer terug naar Duitsland, waar hij bij FC St. Pauli tekende. Aan het einde van het seizoen 2023/24 kroonde St. Pauli zich tot kampioen van de 2. Bundesliga, waarmee de ploeg uit Hamburg promoveerde naar het hoogste niveau. Daar kwam hij tot drie doelpunten, waarna Austria Wien hem in juli 2025 transfervrij overnam.

## Clubstatistieken
| Seizoen | Club          | Competitie      | Competitie | Competitie | Beker | Beker | Internationaal | Internationaal | Totaal | Totaal |
| Seizoen | Club          | Competitie      | Wed.       | Dlp.       | Wed.  | Dlp.  | Wed.           | Dlp.           | Wed.   | Dlp.   |
| ------- | ------------- | --------------- | ---------- | ---------- | ----- | ----- | -------------- | -------------- | ------ | ------ |
| 2016/17 | Werder Bremen | Bundesliga      | 0          | 0          | 1     | 0     | —              | —              | 1      | 0      |
| 2017/18 | Werder Bremen | Bundesliga      | 7          | 0          | 1     | 0     | —              | —              | 8      | 0      |
| 2018/19 | Werder Bremen | Bundesliga      | 23         | 4          | 5     | 1     | —              | —              | 28     | 5      |
| 2019/20 | Werder Bremen | Bundesliga      | 14         | 1          | 1     | 0     | —              | —              | 15     | 1      |
| 2020/21 | Werder Bremen | Bundesliga      | 2          | 0          | 1     | 0     | —              | —              | 3      | 0      |
| 2020/21 | → LASK        | Bundesliga      | 28         | 12         | 5     | 6     | 6              | 2              | 39     | 20     |
| 2021/22 | Werder Bremen | 2. Bundesliga   | 1          | 0          | 0     | 0     | —              | —              | 1      | 0      |
| 2021/22 | Royal Antwerp | Eerste klasse A | 18         | 0          | 1     | 0     | 6              | 0              | 25     | 0      |
| 2022/23 | FC St. Pauli  | 2. Bundesliga   | 21         | 5          | 2     | 0     | —              | —              | 23     | 5      |
| 2023/24 | FC St. Pauli  | 2. Bundesliga   | 29         | 9          | 4     | 2     | —              | —              | 33     | 11     |
| 2024/25 | FC St. Pauli  | Bundesliga      | 27         | 3          | 2     | 1     | —              | —              | 29     | 4      |
| 2025/26 | Austria Wien  | Bundesliga      | 0          | 0          | 0     | 0     | 0              | 0              | 0      | 0      |
| Totaal  | Totaal        | Totaal          | 170        | 34         | 23    | 10    | 12             | 2              | 205    | 46     |

Bijgewerkt op 23 juli 2025.

## Interlandcarrière
Eggestein speelde sinds 2013 voor Duitsland –15, Duitsland –16, Duitsland –17, Duitsland –19, Duitsland –20 en Duitsland –21. Hij nam deel aan het EK –17 in 2015 en aan het WK –17 in 2015, waar hij de tweede beste doelpuntenmaker was.

## Erelijst
| 2. Bundesliga | 1 | 2023/24 |